# Éric Sikora
Éric Sikora (Courrières, 4 febbraio 1968) è un dirigente sportivo, allenatore di calcio ed ex calciatore francese, di ruolo difensore, capo formazione del Lens.
È il primatista di presenze del Lens (497), al 58º posto nella classifica di presenze in Ligue 1 con 433 incontri.

## Biografia
Il padre perì nel 1991, ha una sorella più giovane. Sposato con Nathalie nel 1992, ha avuto due figlie: Léa, nata nel 1994 ed Emma, nata nel 1996. Tra il 1988 e il 1989 fece il servizio militare a Joinville.

## Carriera

### Calciatore
Bandiera e leggenda del Lens, con i giallorossi vanta 433 incontri e 19 reti in Ligue 1, oltre alle 25 presenze nelle competizioni calcistiche europee. Nel 1986 si rompe i legamenti crociati rimanendo fuori dai terreni di gioco per sei mesi.

### Allenatore
Nella stagione 2012-2013 allena il Lens nella seconda divisione, totalizzando 9 vittorie, 11 pari e 18 sconfitte in 38 giornate di campionato, portando i giallorossi al dodicesimo posto.

## Palmarès

### Club

#### Competizioni nazionali
- Campionato francese: 1

Lens: 1997-1998
- Coupe de la Ligue: 2

Lens: 1993-1994, 1998-1999